# Life on the Ropes
A Life on the Ropes a Sick of It All hetedik stúdióalbuma, a 2000-es Yours Truly után. 2003. szeptember 9-én került piacra.

## Az album dalai
1. Relentless
2. All My Belongings
3. The Land Increases
4. Paper Tiger (Fakin' the Punk)
5. The Innocent
6. Silence
7. For Now
8. View from the Surface
9. Going All Out
10. Rewind
11. Shit-Sandwich (Instra-Mental)
12. Butting Heads
13. Take Control
14. Kept in Check
15. On the Brink
16. Trenches